# The Girl in the Checkered Coat
The Girl in the Checkered Coat é um filme mudo norte-americano de 1917, do gênero drama, dirigido por Joe De Grasse e estrelado por Lon Chaney.

## Elenco
- Dorothy Phillips - Mary Graham 'Flash' Fan
- William Stowell - David Norman
- Lon Chaney - Hector Maitland
- Mattie Witting - Ann Maitland (como Mrs. A.E. Witting)
- David Kirby - Jim
- Jane Bernoudy - Sally
- Nellie Allen - Amiga do Hector
- Countess Du Cello - Landlady